# Toxic (chanson)
Pour les articles homonymes, voir Toxic.
 (juillet 2012).
Si vous disposez d'ouvrages ou d'articles de référence ou si vous connaissez des sites web de qualité traitant du thème abordé ici, merci de compléter l'article en donnant les références utiles à sa vérifiabilité et en les liant à la section « Notes et références ».
Singles de Britney Spears
Me Against the Music
(2003) Everytime
(2004)
Pistes de In the Zone
Early Mornin' Outrageous
Toxic est une chanson de l'artiste chanteuse américaine pop Britney Spears, coécrite et produite par Bloodshy & Avant et extraite du quatrième album de la chanteuse, In the Zone. La chanson est sortie le 13 janvier 2004, sous Jive Records en tant que deuxième single de l'album. Alors que les titres Boom Boom (I Got That) et Outrageous étaient pressentis l'un ou l'autre pour devenir le deuxième single de In the Zone, Britney Spears choisit finalement Toxic. Une chanson dance-pop aux influences electropop, bénéficiant d'une instrumentation variée. Les paroles du titre se réfèrent au fait d'être accro à un amant.
Toxic rencontre le succès dans le monde entier, atteignant le top 5 de quinze pays dont la France en se hissant jusqu’à la 3e place. Il se classe au sommet des charts en Australie, au Canada, en Hongrie, Norvège et au Royaume-Uni. Aux États-Unis, le titre devient le quatrième top 10 de Spears. Le vidéoclip de la chanson met en scène Spears en agent secret à la recherche d'un flacon de liquide vert. Après l'avoir dérobé, elle pénètre dans un appartement et empoisonne son petit ami infidèle. La vidéo comprend également des scènes entrecoupées de Spears nue, le corps recouvert de diamants. Après l'incident de Janet Jackson lors du Super Bowl, le clip a été considéré comme trop osé par MTV et sa programmation a été déplacée en fin de soirée.
Spears a interprété Toxic dans un certain nombre d'apparitions en direct, y compris les NRJ Music Awards en 2004 ainsi que dans trois de ses tournées mondiales. Toxic était la performance d'ouverture lors de la tournée de la chanteuse The Onyx Hotel Tour (2004), où elle chantait au sommet d'un bus portant une combinaison en latex noir; Spears a également interprété des versions remixées de la chanson lors de The Circus Starring: Britney Spears en 2009 et du Femme Fatale Tour en 2011. Toxic a été repris par divers artistes pop tels que Mark Ronson, A Static Lullaby, Ingrid Michaelson, en version Jazz par Yaron Herman Trio, ou encore Yael Naim, ainsi que dans la série télévisée, Glee. La chanson est également apparue dans des longs métrages, En cloque, mode d'emploi, Encore toi !, et dans la série Doctor Who. Toxic permet à Spears de remporter son premier Grammy lors de la cérémonie de 2005 dans la catégorie « Best Dance Recording » ( Meilleur Enregistrement Dance »), tout en acquérant de la crédibilité aux yeux des critiques. La chanson a été incluse dans les classements réalisés par Pitchfork, NME et Rolling Stone comme une des meilleures de la décennie. Toxic a été reconnu pour avoir redéfini le son de la musique dance-pop. Spears a nommé Toxic, comme la chanson favorite de sa carrière.

## Genèse
Toxic a été écrit par Cathy Dennis, Henrik Jonback, Christian Karlsson et Pontus Winnberg, duo de producteurs Bloodshy & Avant, qui ont produit la chanson. Le titre avait été à l'origine offert à Kylie Minogue pour son neuvième album studio, Body Language (2003), mais elle l'avait refusé. Minogue déclarera plus tard, « Je n'étais pas du tout en colère qu'il ait marché pour elle. C'est comme un poisson qui s'échappe. Vous avez juste à l'accepter. » .
Toxic a été enregistré aux studios Murlyn à Stockholm, en Suède, ainsi qu'aux Record Plant Studios à Hollywood, en Californie. La chanson a ensuite été mixée par Niklas Flyckt aux Studios Khabang à Stockholm. En décembre 2003, il est annoncé par MTV News, qu'après avoir tenté de faire un choix entre (I Got That) Boom Boom et Outrageous pour faire office de deuxième single de l'album In the Zone, Britney Spears a finalement choisi Toxic. Elle le décrit comme « une chanson optimiste. C'est vraiment différent, c'est pourquoi je l'aime tant. ».

## Réception

### Critiques

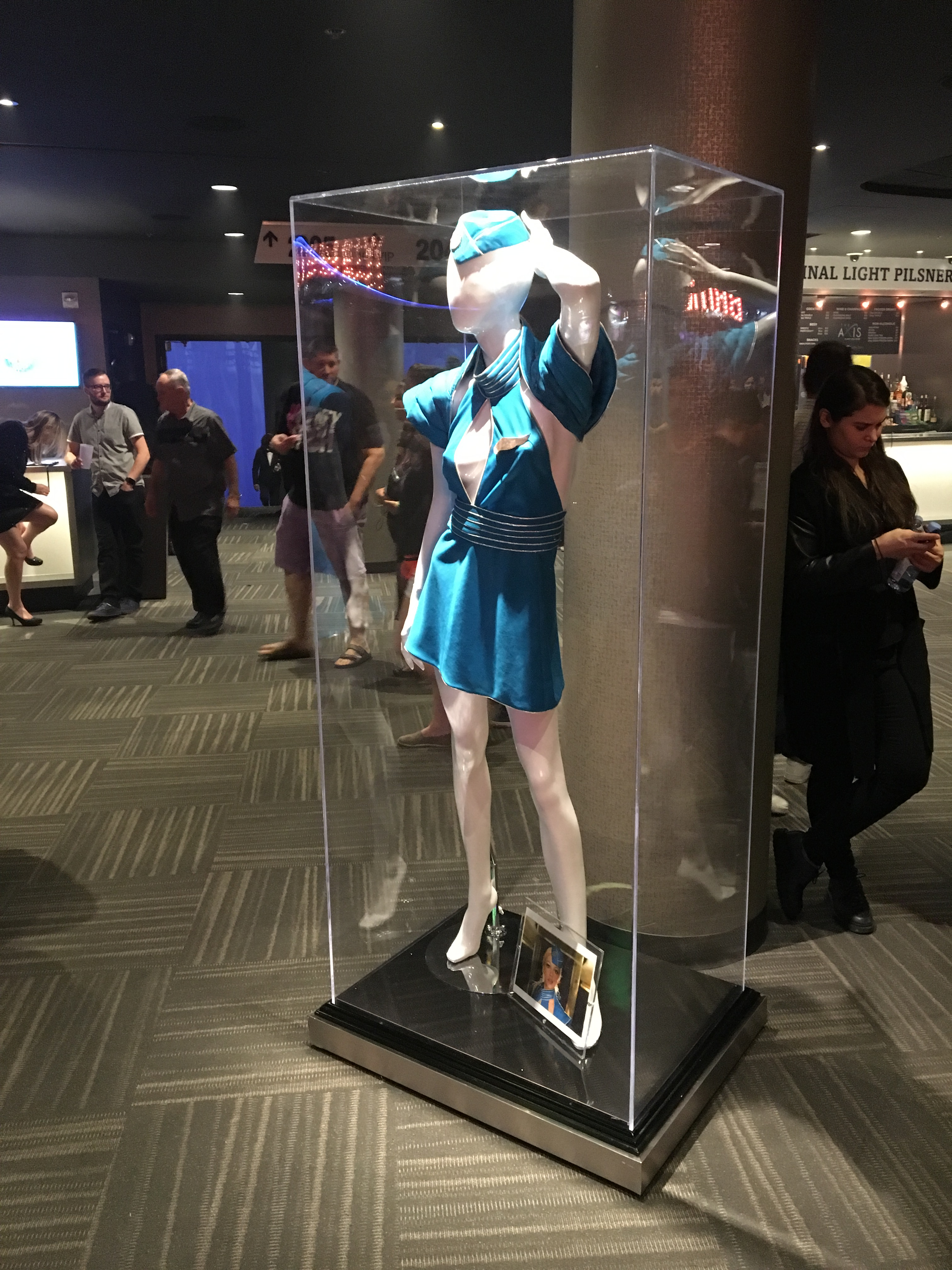
Costume, que Britney Spears porte pour son clip, exposé au Planet Hollywood Resort and Casino à Las Vegas.

Richels Heather de The Paly Voice admire le pouvoir accrocheur de la chanson et la juge la plus attrayante de l'album. Lors de la revue de The Onyx Hotel Tour, Pamela Sitt du Seattle Times considère Toxic comme le single le plus fort de l'opus. Eric Olsen de msnbc.com dit que la chanson pourrait être le plus gros succès de In the Zone, tandis qu'il la qualifie de « puissamment addictive. » Christy Lemire de Associated Press déclare que Toxic est l'un des plus grands succès de Spears et le considère comme « incroyablement accrocheur », en soulignant que le refrain seul « vous donne envie de pardonner la vidéo aspirant à Alias qui accompagne la chanson. » Stephen Thomas Erlewine de AllMusic pense que Toxic et Showdown, sont « des sucreries pour les oreilles dans ce qui est certainement l'album de Britney le plus ambitieux, et le plus aventureux à ce jour ». 
Lors de la chronique de Greatest Hits: My Prerogative en 2004, Erlewine choisit la chanson comme l'un des hits qu'il a décrit comme « un délire, un élan énivrant ». Jeffrey Epstein de Out compare le son novateur de Toxic au titre Vogue de Madonna.
Dave De Sylvia de Sputnikmusic considère la chanson comme son premier réel morceau « crossover piste »  depuis ...Baby One More Time. Sal Cinquemani de Slant Magazine a déclaré que Toxic et (I Got That) Boom Boom « trouvent Britney barbotant dans le hip-hop, mais il est clair son cœur se trouve dans les clubs. » Jamie Gill de Yahoo! Music Radio a fait remarquer que « au nom de l'équité, il convient de noter que Toxic et Showdown pourraient bien avoir été de bonnes chansons pop dans les mains de n'importe quel autre artiste que Spears. » La chanson a été classée cinquième au sondage Pazz & Jop en 2004 réalisé par The Village Voice. Toxic a été nommée comme « Meilleure chanson » à la cérémonie des MTV Europe Music Awards 2004, mais a perdu face à Hey Ya! de Outkast. Le titre a gagné le prix de « Best Single » aux Teen Choice Awards 2004. Pitchfork répertorie la chanson troisième de leur top 50 des singles de l'année 2004. Rob Mitchum a fait remarquer que « finalement, Spears agit comme une adulte, plutôt que de constamment nous rappeler qu'elle n'est plus une gamine », allusion à sa chanson I'm Not a Girl, Not Yet a Woman.

### Accueil commercial

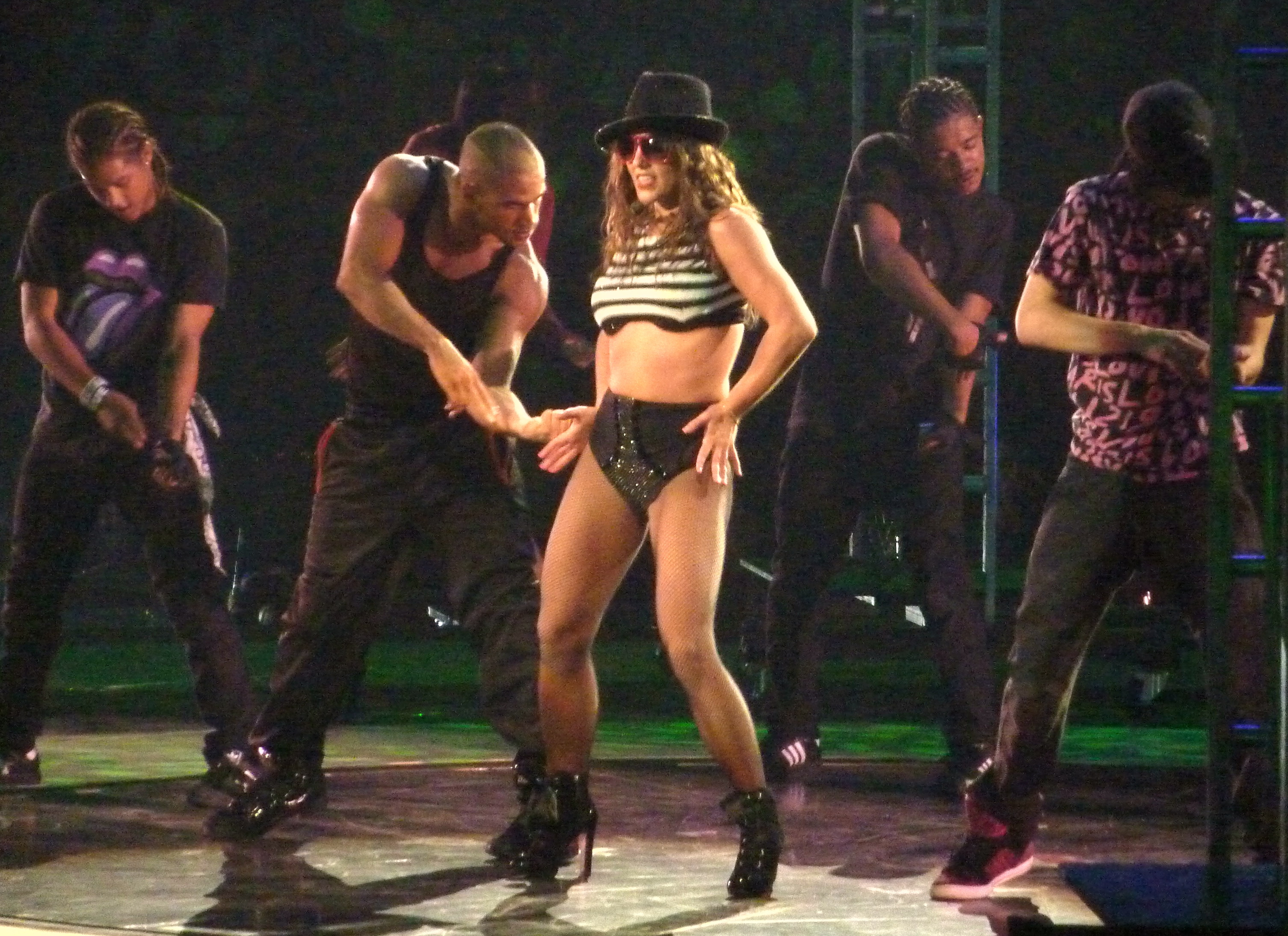
Britney Spears interprétant Toxic lors de sa tournée, The Circus Starring: Britney Spears à Paris.

Toxic est à la 53e place du Billboard Hot 100, sur la semaine du 31 janvier 2004. Il enregistre sur la semaine du 27 mars la plus belle progression, culminant à la 9e place. Le titre devient son quatrième single à atteindre le top 10 aux États-Unis et le premier depuis Oops!... I Did It Again en 2000. Toxic est en tête aux classements  Pop Songs et Hot Dance Club Songs. Le 25 octobre 2004, la chanson est certifiée disque d'or par la Recording Industry Association of America (RIAA), pour les envois de 500 000 exemplaires. 
En janvier 2011, Toxic s'est vendu à 12 000 unités physiques et 1 537 000 copies numériques aux États-Unis, selon Nielsen SoundScan. Il est son sixième best-seller en termes de téléchargement numérique dans le pays. La chanson a également atteint le sommet du classement canadien. Toxic a fait ses débuts en 1re place des charts australiens le 15 mars 2004, est resté en tête deux semaines, et a reçu une certification d'or par l'Australian Recording Industry Association (ARIA) pour les envois de plus de 35 000 unités.
En Nouvelle-Zélande, Toxic a débuté à la 38e place sur la semaine du 16 février 2004, et a atteint un sommet la 2e place le 29 mars 2004. Le 13 mars 2004, Toxic fait ses débuts en 1re place au Royaume-Uni, devenant son quatrième numéro un. En avril 2004, il est certifié argent par la British Phonographic Industry (BPI), avec 200 000 exemplaires vendus. Selon The Official Charts Company, la chanson s'est écoulée à 360 000 exemplaires dans le pays. Toxic a également culminé dans le top 10 de chaque pays où il s'est classé. La chanson est arrivée en tête des charts en Hongrie et en Norvège tout en atteignant le top 5 en Autriche, République tchèque, Danemark, Allemagne, Italie, France, Suède et Suisse, et le top dix en Belgique, Finlande et Pays-Bas.

## Clip vidéo

### Développement et parution

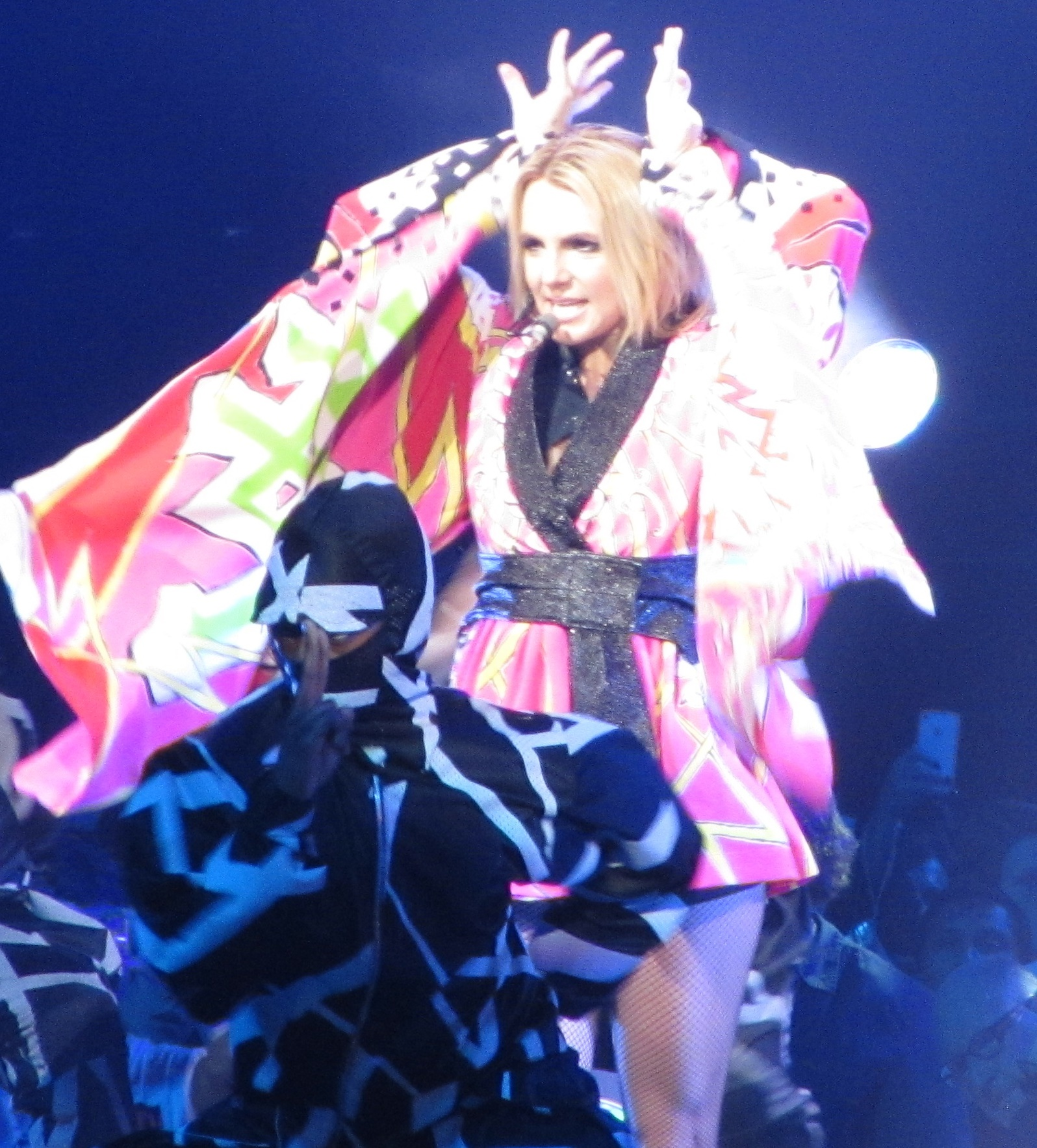
Britney Spears durant la performance de Toxic lors du Femme Fatale Tour en 2011.

Le clip de Toxic est tourné pendant trois jours en décembre 2003, sur un plateau à Los Angeles, en Californie, réalisé par Joseph Kahn, qui a déjà travaillé avec Spears pour la vidéo de son single Stronger en 2000. Spears a abord approché Kahn avec une esquisse de synopsis, un agent secret se vengeant d'un amant, Kahn a ensuite créé un développement autour de ces idées. Son concept a été presque entièrement développé et détaillé, à l'image de la scène où elle renverse de l'eau sur les genoux d'un passager. Kahn a déclaré, « Cela fait partie de son éclat [...] Elle comprend parfaitement qu'elle est espiègle et gentille, qu'elle est la girl next door qui a mal tourné, qui est constamment en train de vous titiller. » Spears dit qu'elle voulait rejoindre le Mile High Club (en) (terme désignant collectivement les individus ayant des rapports sexuels à bord d'un avion en vol) et être une hôtesse de l'air embrassant un homme dans la salle de bain. Kahn a suggéré de représenter cet homme comme un homme gros, et donc l'« homme commun » serait représenté. Elle lui a également parlé d'une scène dans laquelle elle serait nue et couverte de diamants. Kahn a déclaré qu'il n'était « pas sûr de ce que je pensais quand elle m'a parlé de cette scène, peut-être ces intros de James Bond, mais chaque vidéo a besoin d'une image iconique mémorable, et c'est tout. » La chorégraphie était le fruit d'une collaboration entre Brian Friedman et Spears, et chaque scène a un enchaînement complètement différent et strictement structuré. Une fois le développement terminé, Kahn a procédé à la sélection de ses amis et connaissances comme sur la plupart de ses projets. Le passager de l'avion sur lequel Spears renverse une coupe de champagne est joué par le directeur de casting de longue date de Kahn, tandis que le gros homme dans la salle de bain a été joué par l'assistant du directeur de casting de Kahn. Le petit ami de Spears est joué par Martin Henderson, qui a joué dans le film Torque, la route s'enflamme réalisé par Kahn.
Pour les scènes de nu, Spears a demandé à Kahn de vider le plateau de tournage, les laissant seuls à tourner la séquence. Spears a également tourné des scènes dans lesquelles elle a dû danser dans un couloir de lasers imaginaires devant un écran vert, quelque chose que Kahn a considéré comme « incroyable à voir ». Le réalisateur pensait que les dernières scènes de la vidéo dans laquelle Spears tue son ami seraient censurées. Il a expliqué que « l'astuce consiste à faire en sorte que cela soit pop en même temps » et a dit à Henderson:  « Tu veux être embrassé par Britney Spears? ». Selon Kahn, l'ombre d'un sourire qui apparaît sur le visage de Henderson avant que Spears verse le poison dans sa bouche a été fait pour déjouer la censure. Bien que Spears était dans un premier temps impliqué dans le processus d'édition, elle n'a pas communiqué avec Kahn, après le scandale médiatique autour de son mariage à Las Vegas. Toxic est le vidéoclip de Spears le plus cher à ce jour, avec un budget d'1 million de dollars. La vidéo a été dévoilée exclusivement sur MTV, dans le programme Making the Video le 13 janvier 2004. Le lendemain, Britney Spears est apparue sur TRL pour présenter la vidéo. Le clip a d'abord été publié sur DVD In the Zone puis dans une version karaoké alternative avec la scène de nu puis a été publié sur le DVD Greatest Hits: My Prerogative.

### Synopsis
Le clip commence par un plan d'un avion en vol entouré de plusieurs colombes, faisant référence aux travaux du réalisateur hongkongais John Woo. Spears apparaît avec des cheveux blonds vêtue en hôtesse de l'air, elle reçoit un appel téléphonique. Après avoir servi quelques-uns des passagers, elle emmène un homme chauve et en surpoids dans les toilettes et le séduit. Elle enlève le masque que l'homme porte pour révéler un homme séduisant (Matthew Felker) et vole une carte noire dans sa poche. Spears tombe ensuite à l'arrière d'une Ducati 999, conduit par un homme torse nu (Tyson Beckford) dans un Paris futuriste évoquant le film Blade Runner (1982). Elle porte une combinaison noire près du corps et des cheveux roux, inspirés par le personnage de Sydney Bristow de la série télévisée Alias. Ils passent devant une femme et soulève sa robe, hommage à la scène emblématique de Marilyn Monroe dans le film de 1955 Sept Ans de réflexion. Ils passent également devant deux femmes dans une vitrine de magasins en pleins ébats.
Tout au long de la vidéo, il y a des scènes de nu de Spears couverte de diamants. Le look a été comparé à celui de Kate Bush dans le vidéoclip The Man with the Child in His Eyes. Spears pénètre ensuite dans les industries toxiques, elle y accède et vole une fiole de poison vert. Elle déclenche accidentellement un piège laser quand elle quitte l'endroit et y échappe grâce à des mouvements de danse élaborés, comprenant un flip flap. Ceci est suivi par des scènes de Spears portant une tenue d'héroïne aux cheveux noirs. Elle escalade un bâtiment et pénètre dans un appartement, où son petit ami infidèle (Henderson) se trouve. Elle l'embrasse juste avant de lui mettre du poison dans la bouche, ce qui le tue. Spears l'embrasse une nouvelle fois et saute par la fenêtre. Elle apparaît alors de dos dans sa tenue d'hôtesse de l'air, fait un clin d'œil à la caméra. La vidéo se termine par un plan de l'avion en vol entouré de colombes, similaire au début.

## Liste des pistes
- CD single au Royaume-Uni

1. Toxic (Album Version) — 3:22
2. Toxic (Lenny Bertoldo Mix Show Edit) — 5:46
3. Toxic (Armand Van Helden Remix Edit) — 6:25
4. Toxic (Felix Da Housecat's Club Mix) — 9:18
5. Toxic (Album Mix Instrumental) — 3:20

- CD single

1. Toxic — 3:22
2. Toxic (Album Mix Instrumental) — 3:20

- 12" single

1. Toxic — 3:22
2. Toxic (Album Mix Instrumental) — 3:20
3. Toxic (Bloodshy & Avant's Remix) — 5:35
4. Toxic (Armand Van Helden Remix Edit) — 6:25

## Classement
| Classement (2004)  | Meilleure position |
| ------------------ | ------------------ |
| Allemagne          | 4                  |
| Australie          | 1                  |
| Autriche           | 5                  |
| Belgique           | 2                  |
| Canada             | 1                  |
| Danemark           | 4                  |
| États-Unis         | 9                  |
| France             | 3                  |
| Finlande           | 8                  |
| Hongrie            | 1                  |
| Irlande            | 1                  |
| Italie             | 1                  |
| Nouvelle-Zélande   | 2                  |
| Norvège            | 1                  |
| Pays-Bas           | 1                  |
| République tchèque | 3                  |
| Roumanie           | 5                  |
| Royaume-Uni        | 1                  |
| Suède              | 2                  |
| Suisse             | 4                  |